# Benjamin Boukpeti

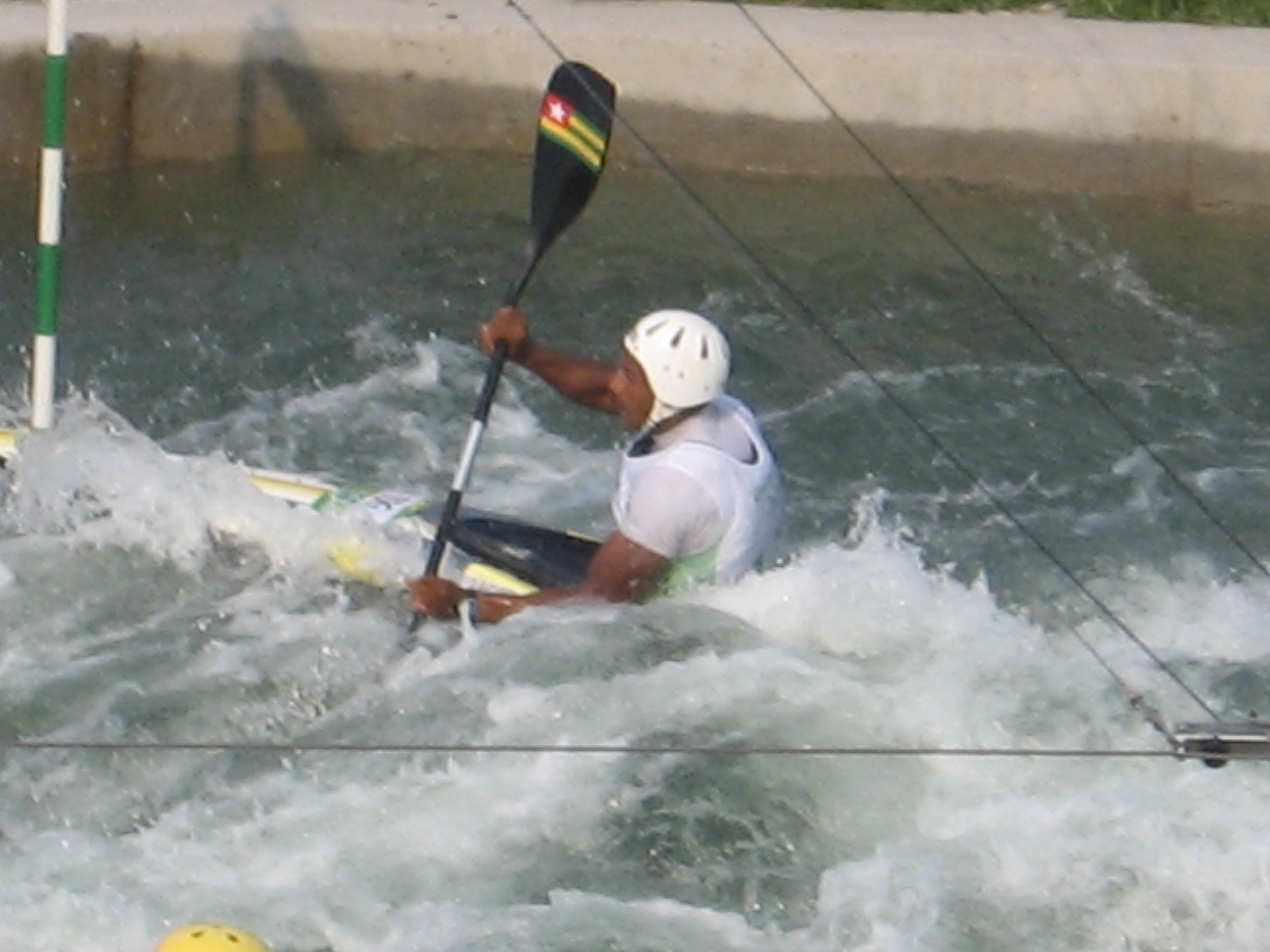
Benjamin Boukpeti in 2008

Benjamin Boukpeti (4 augustus 1981) is een Togolees kajakker, gespecialiseerd in de kanoslalom. In de discipline K-1 behaalde hij brons op de Olympische Zomerspelen van 2008. Per 2025 is dit de enige Olympische medaille voor Togo.